# Rudolf Ladenburg
Rudolf Ladenburg, född 6 juni 1882, död 6 april 1952, var en tysk-amerikansk fysiker.
Ladenburg blev professor i fysik vid universitetet i Breslau 1914 och vid universitetet i Berlin 1924. Han var vetenskaplig medlem av Kejsar Wilhelminstitut för fysikalisk kemi och elektrokemi i Berlin-Dahlem 1924-33. Ladenburg utförde omfattande såväl teoretiska som experimentella arbeten över dispersionsfenomenet och undersökte speciellt emissionförmågan och dispersionen hos gaser, som på elektrisk väg bringades till ljusemission. Bland Ladenburgs skrifter märks Plancks elementares Wirkungsquantum und die Methoden zu seiner Messung (1921) och Die Grundlagen der Quantentheorie und ihre experimentelle Prüfung (1923).